# Meivaart (Chiro)
Een Meivaart was een jaarlijkse bedevaart ter ere van moeder Maria, beschermheilige van Chirojeugd met gebed en spel, voor het eerst uitgewerkt door priester Antoon Aarts.

## Geschiedenis

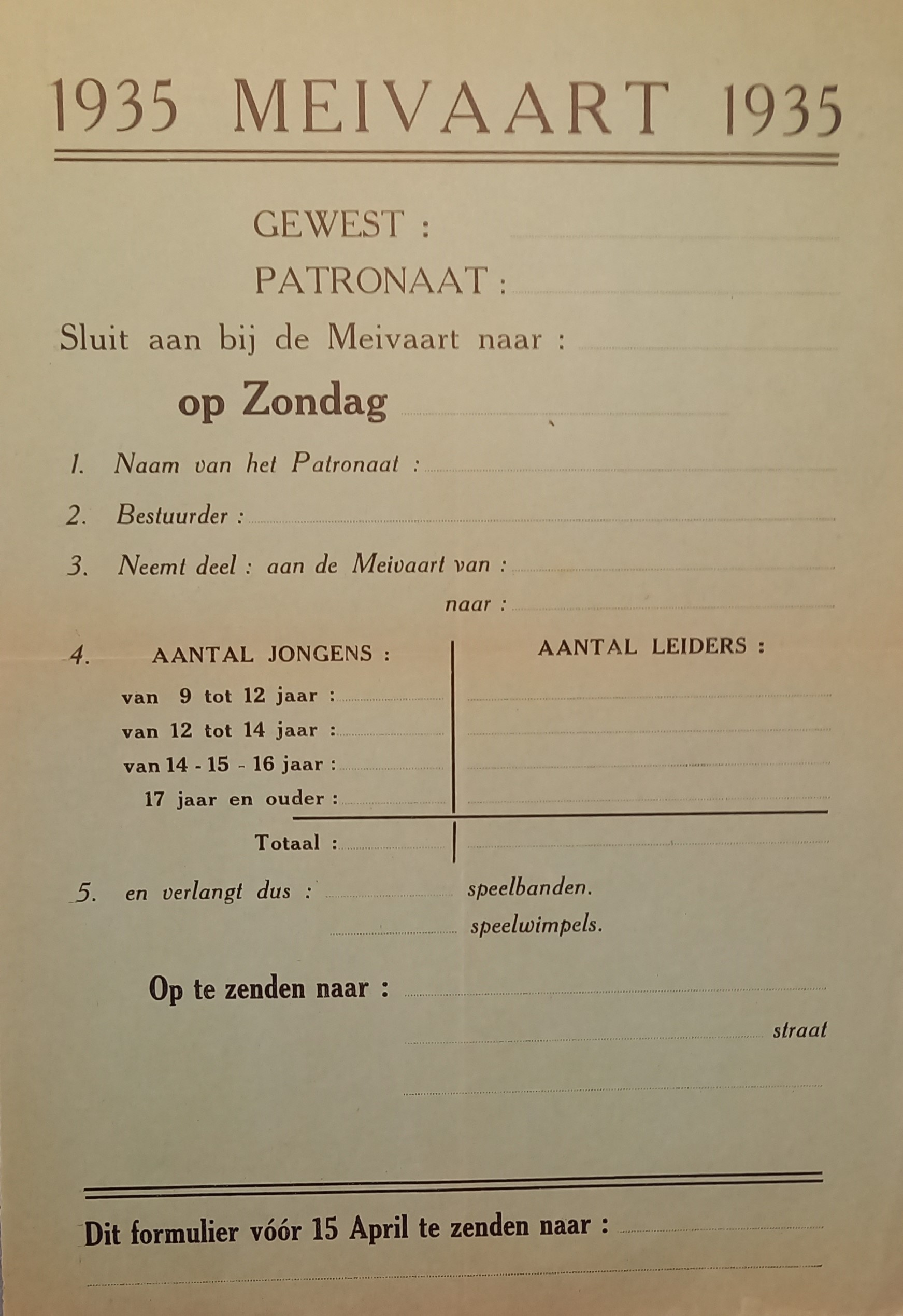

Nadat de vernieuwing van de patronaten in oktober 1934 werd ingezet door Jos Cleymans, wenste het J.V.K.A. de jaarlijkse bedevaarten ook nieuw leven in te blazen onder de vorm van Meivaarten. "Weg met de bedevaart die een kermis wordt. Daarom mag nog zal de Meivaart gemodelleerd zijn op de grote-mensen-bedevaarten.Ze moet haar eigen jongensachtig karakter dragen". Dit waren de veelzeggende woorden van priester Antoon Aarts die de eerste Meivaart uitwerkte en een volledige scenario publiceerde in Het Katholiek Patronaat van maart 1935.   
Voor de eerste Meivaart van 19 mei 1935 van het gewest Antwerpen lag de organisatie bij priester Bloquaux. Een speciale tram vanuit Ekeren moest worden ingelegd, want maar liefst 2000 jongens uit 25 Antwerpse patronaten trokken naar rustoord Sint-Mariaburg te Brasschaat. Het bijhorende kampspel had plaats op de Kattekensberg. De 400 deelnemers uit Brussel hielden hun Meivaart in Halle. De organisatie was hier in handen van verbondsproost Van Hoebroeck. Ook in Bonheiden, Oud-Heverlee De Zoete Waters en Vosselaar werden regionale Meivaarten gehouden.
Door het succes van de Meivaarten ontstond in 1935 de Chiromale.
De bondsleiding deed er alles aan om het succes van het eerste jaar te overtreffen. De tweede Antwerpse editie van 24 mei 1936 kende 2500 deelnemers en werd bijgewoond door Mgr. Carton de Wiart. Het lof werd door hem gezongen, de voorzang werd uitgevoerd door groepen Deuzeld Schoten en Sint-Rochus Deurne . Deze bijeenkomst werd gefilmd door de Katholieke Smalfilmstudio Antwerpen.
In de volgende jaren groeide het aantal deelnemers en startten nog meer gewesten met een Meivaart volgens eenzelfde scenario. Ook de meisjes begonnen hun eigen Meivaarten te organiseren. In de jaren na WOII werden de jaarlijkse Meivaarten massabijeenkomsten waarbij vele duizenden Chiroleden aansloten.   
De Meivaarten werden door andere jeugdbewegingen, zoals scouts, KAJ, BJB en Katholieke Burgers- en Middenstandsjeugd (KBMJ) overgenomen.  
Na Top 64, wanneer de Christus Koningmystiek wegebt, verliest de Meivaart aan belang. Toch zijn er nog steeds groepen die een eigentijdse Meivaart houden.
De bekendste Meivaartplaatsen waren:
- gewest Antwerpen: Sint-Mariaburg Kattekensberg Brasschaat[9]
- gewest Brussel: Stokkel[10] en Ukkel-Verrewinkel[11]
- gewest West-Vlaanderen, Dadizele
- gewest Leuven, Rotselaar-Heikant[12]

## Dagprogramma

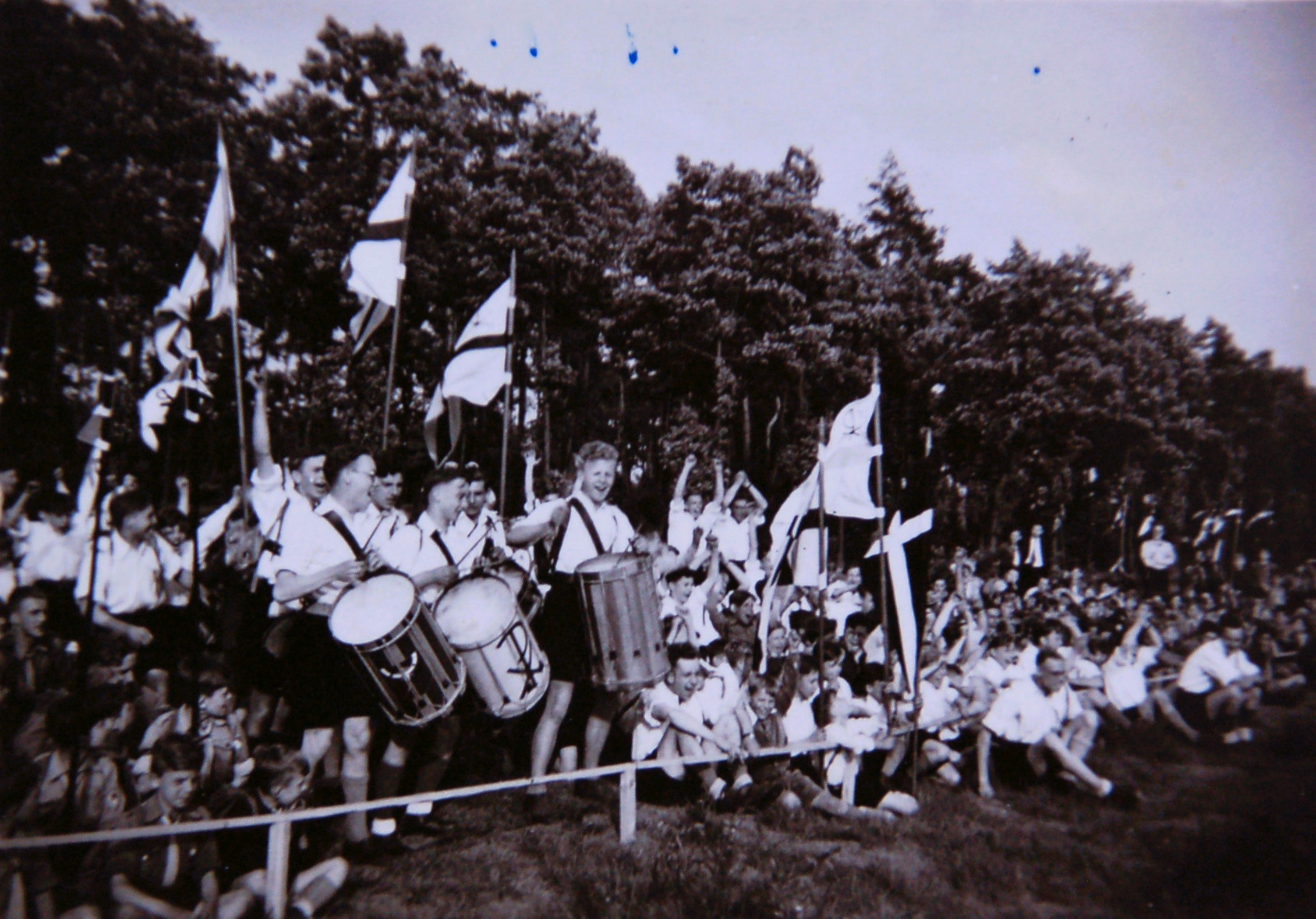
Meivaart (1949)

De Burchtgravin was de beschermheilige van de Chirojeugd. Als moeder van Christus stond ze symbool voor veiligheid en geborgenheid. De Meivaart stond in het teken de Burchtgravin te eren.       
- Jeugdmis in de parochie
- Toespraak door gewestleiding
- Mars naar bedevaartplaats met zang, pennoenen en banieren, banjo's en trommels
- Groeten van O.L.Vrouwenbeeld
- Middagmaal in openlucht
- Het lof
- Een vlaggenroof-spel met twee kampen.

Het scenario werd uitgewerkt door de landsbond onder leiding van Antoon Aarts en verder ingekleed door de verschillende gewesten.  

## Nationale Meivaart 1954

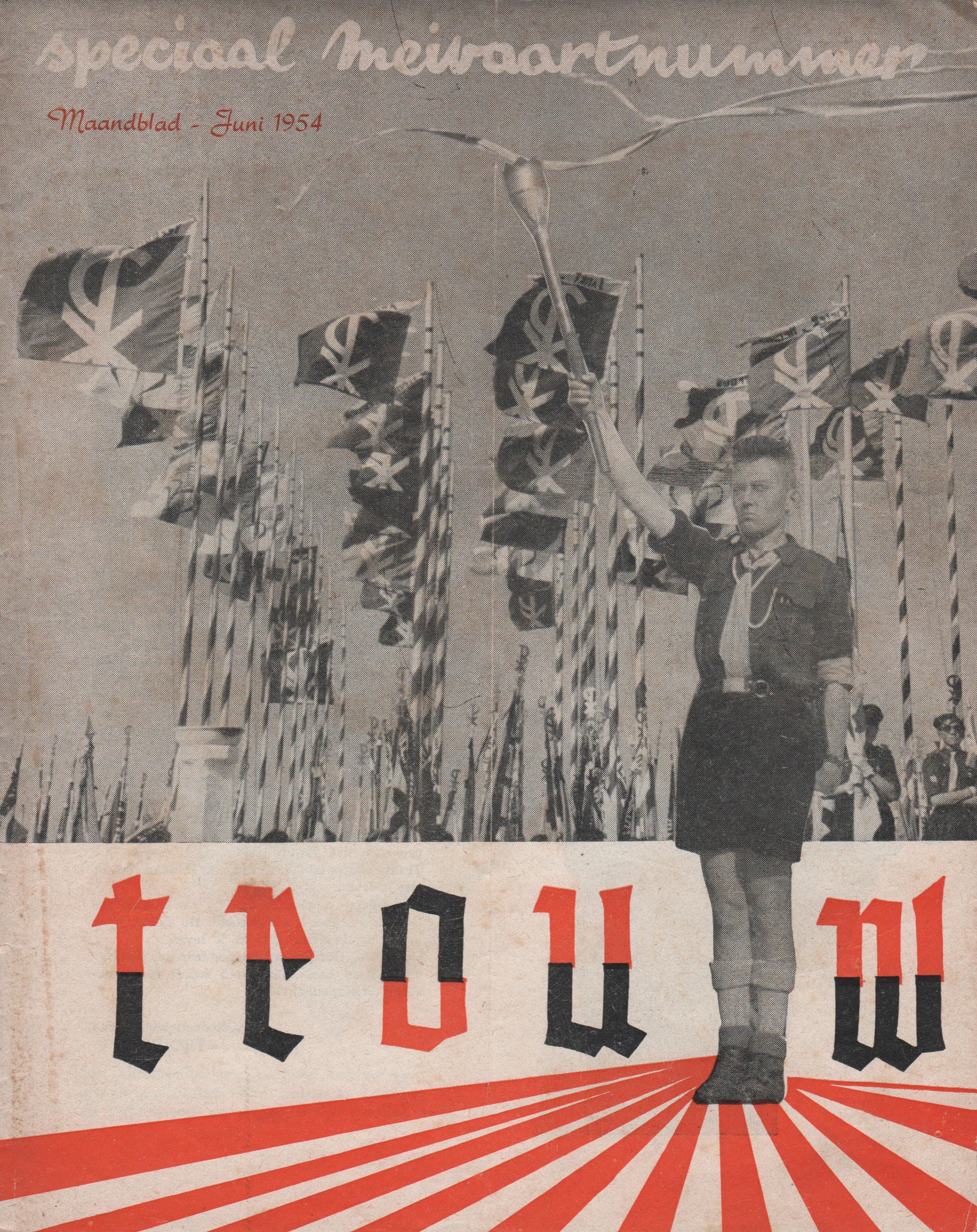
Trouw - meivaartnummer (1954)

Omwille van het Mariajaar werd een Nationale Meivaart gehouden op 9 mei 1954 te Scherpenheuvel.           
Het was een samenwerkingsinitiatief van de landsbonden van Chirojeugd en de Féderation Nationale des Patronages uit Wallonië. Deze editie kan als hoogtepunt van de Meivaarten beschouwd worden. Ruim 50000 jongeren brachten hulde aan de Burchtgravin, zoals destijds moeder Maria bij Chiro genoemd werd. De misviering werd opgedragen door priester Maucqoui, nationaal proost van F.N.P., en bijgestaan door priester Peeters, nationaal Chiro-proost, priesters Mathijs en Desenfants en bijgewoond door kardinaal Van Roey en andere prominenten.
De Meivaart werd voorafgegaan door een fakkelloop die het Licht uit Lourdes via Genève tot aan de basiliek van Scherpenheuvel bracht. De grote kaars werd ontstoken en dit vuur werd door honderden jongeren overgedragen met kaars, fakkel of lantaarn naar huis of parochie. De Lourdesfakkel reisde door  via Duitsland naar Rome.
Deze Meivaart werd verfilmd door Argos-films met Gust Geens als cineast.
Deze samenwerking van Chiro en F.N.P. leidt tot het jeugdblad Pat, waarvan het eerste nummer op de Meivaart werd voorgesteld en verschillende Patclubs.

## Media

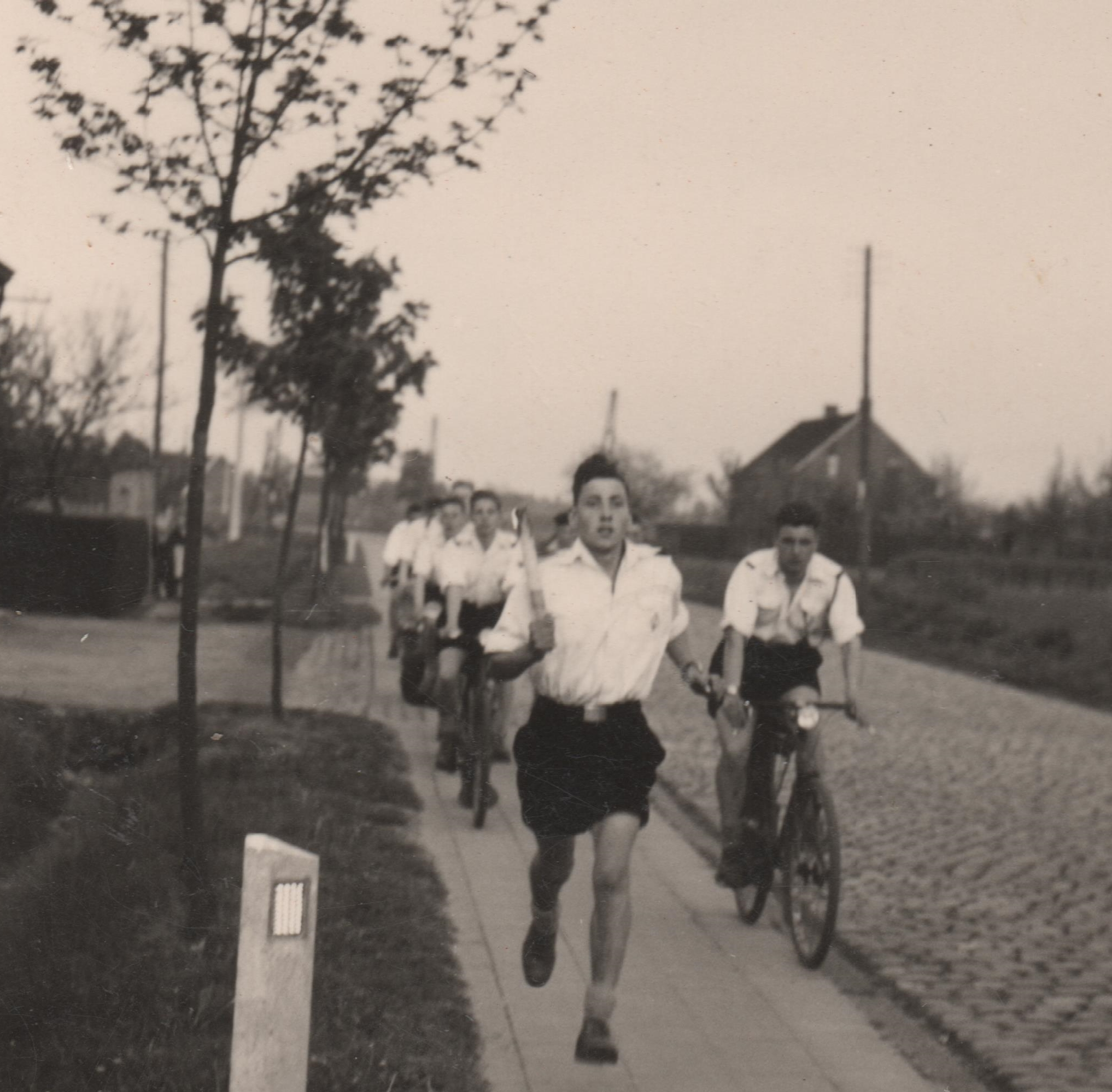
Meivaart (1936)
- Meivaart (1954)